# Маяк (завод, Київ)
Завод «Маяк» — українське підприємство в галузі виробництва засобів зв'язку, розробки й виготовлення апаратури магнітного запису та відтворення звуку. З 2008 головною спеціалізацією є виробництво стрілецького озброєння.

## Історія
Під час війни підприємство переходить у випуск дорожніх мін для потреб фронту.
1944 — Київський музкомбінат відновлює свою роботу з виготовлення та ремонту музичних інструментів.
1947-1948 — Налагоджено випуск патефонів.
1949 — Випуск першого в СРСР серійного побутового магнітофона «Дніпро».
1950 — Розпочато впровадження у виробництво продукції стаціонарних магнітофонів. З конвеєра сходять перші вітчизняні магнітофони «Днєпр-2» і «Днєпр-3».
1950-1955 — підприємство впроваджує у виробництво нові моделі магнітофонів і доводить їх випуск до 10 000 одиниць на рік.
1953 — постановою Ради Міністрів УРСР № 2497 музкомбінат перейменовується в Київський завод радіоапаратури.
1954-1956 — випускаються перші радянські телевізори «КВН» і «Рекорд», радіоприймачі, динамічні гучномовці.
1963 — після реконструкції та введення в дію нових виробничих потужностей, підприємство перейменоване в Київський завод «Маяк».
1950-1970 — Підприємством виготовлено понад 15 моделей побутових, лампових магнітофонів.
З 1971 у виробництво впроваджується нова серія транзисторних магнітофонів серії «Маяк»: «Маяк-201», «Маяк-202», «Маяк-203», «Маяк-204» і «Маяк-205». Перший в країні магнітофон, який відзначили знаком якості був «Маяк-203», а моделі «Маяк-001» в 1974 році була присуджена золота медаль на міжнародній виставці.
З 1982 налагоджено випуск касетних магнітофонів. Перші однокасетні «Маяк-120», «Маяк-231», «Маяк-232», «Маяк-233», «Маяк-240», а потім двокасетний «Маяк-242», «Маяк-246», «Маяк-247», «Маяк-249» і магнітола «Маяк РМ215», випуск яких становив близько 40 000 на рік. Питому вагу в загальному обсязі виробництва займала продукція промислово-технічного призначення. Номенклатура цих виробів перевищувала 30 найменувань.
У 1996 на базі підприємства було створено відкрите акціонерне підприємство «Завод Маяк» зі статутним фондом 20 192 500 грн, який поділено на 80 770 000 простих іменних акцій вартістю 0,25 грн. Засновник — фонд державного майна України.
У ході реструктуризації підприємства в 1996-1998 створені і входять до складу ВАТ «Завод „Маяк“» такі дочірні підприємства:
- Комунальне підприємство «Маяк»;
- Будівельно-виробничий комплекс «Маяк»;
- Підприємство «Маяк-Перспектива»;
- Центр нових технологій «Маяк».

Загальна земельна ділянка, яка займає підприємство, становить 13,7 га. Виробнича площа являє собою 89 800 м², офісні приміщення знаходяться на площі 18 300 м², а складські приміщення займають 6 800 м².

## Виробництво зброї
З 2008 головною спеціалізацією є виробництво стрілецького озброєння. Для інтенсифікації роботи в цьому напрямі долучили до справи професійно підготовлених звільнених у запас військових, які добре розумілися на озброєнні. І це дало позитивний результат. За відносно короткий час підприємство розробило та впровадило у виробництво низку українських зразків стрілецької зброї, напрацювало унікальні технології, які дозволяють збільшити їх надійність та довговічність — танкових (КТ-7,62, що встановлюється на БТРи та танки, які виготовляються на вітчизняних підприємствах), піхотних кулеметів, модернізованих автоматів Калашникова та снайперських гвинтівок для спецпідрозділів. Починаючи з другого півріччя 2014, завод повністю зосередився на виконанні державних замовлень для забезпечення підрозділів, залучених в Війні на сході України.
Однак, при виготовленні стрілецької зброї завод зіткнувся з проблемою відсутності в Україні власного виробництва стволів до неї. Поки що її частково вдається вирішувати завдяки наявності певного запасу стволів на складах Міністерства оборони України.
У квітні 2020 року українським військовим було передано партію з 5 одиниць БТР-4Е, на яких встановлено кулемети КТ-7,62 виробництва заводу «Маяк». Таким чином, після майже дворічного простою роботу заводу вдалось відновити.
Влітку 2021 завод повідомив про налагодження виробництва кулеметів «ДШКМ». 1 липня 2021 відбулась презентація кулеметів у дії для делегації однієї з африканських країн.
Деякі вироби заводу:
- VPR-308 (VPR-338) — снайперська гвинтівка;
- Гопак-61 — оперативна портативна гвинтівка;
- M-7,62x54 — прототип української модифікації СВД в компонуванні булл-пап;
- M-12,7x54 — прототип великокаліберної снайперської гвинтівки під спеціальні безшумні набої 12,7х54. Призначення: озброєння снайперів для проведення спецоперацій;
- СГМ-12,7 — великокаліберна снайперська гвинтівка;

- «Володар обрію» — великокаліберна мультикаліберна гвинтівка[4];
- «Нічний Хижак» — великокаліберна снайперська гвинтівка 14,5 мм[5];
- MZ-10 — ліцензійний варіант американського автомата (штурмової гвинтівки) AR-10;

- КМ-7,62 — поліпшений варіант модернізованого кулемета Калашникова;

- КТ-12,7 — копія радянського НСВ-12,7[6][7];
- ДШКМ — копія радянського ДШКМ.[8][7];
- Шустер-40 — барабанний гранатомет[9];
- M7 — ручний протитанковий гранатомет багаторазового використання. Призначення: для боротьби з бронетанковою технікою супротивника на середніх та ближніх відстанях;
- М60-16 «Камертон» — міномет;
- М120-15 «Молот» — міномет.
- РКГ-1600 — модифікація радянської РКГ-3.

## Напрями діяльності
- Розробка та виробництво стрілецької та артилерійської зброї;
- Виробництво компонентів до стрілецької зброї та спеціального обладнання (станки для встановлення кулеметів на бронетехніку);
- Модернізація та ремонт бронеколісної техніки;
- Виготовлення та встановлення протикумулятивних сіток;
- Виробництво спеціальної апаратури магнітного запису;
- Виготовлення носіїв інформації для потреб авіаційної промисловості в Україні та іноземних замовників;
- Модернізація та утилізація озброєння, військової техніки, військової зброї;
- Експорт та імпорт продукції військового та спеціального призначення.